# Шамиљ
Шамиљ (рус. Шамиль; 1797 — 1871) био је имам Дагестана и вођа ослободилачког покрета кавкаског становништва (1834—1859) против руске експанзије (Кавкаски ратови).
Од 1834. године на челу устаничких снага изводи успешно нападе на руске утврђене линије, пресреће казнене експедиције и уништава њихове позадинске делове. Ослободивши са око 60.000 устаника већи део Дагестана и Чечења, успоставља 1838. године феудални поредак. Деспотизам Шамиља и социјални и економски проблеми поколебали су верност устаника и створили незадовољство у народу, па је устанички покрет од 1850. године почео малаксавати. После Кримског рата отпор устаника је сломљен концентричним нападима руских снага (око 40.000) којима се Шамиљ предао и био заточен. Умро је при ходочашћу у Медину. 